# Oswald Myconius

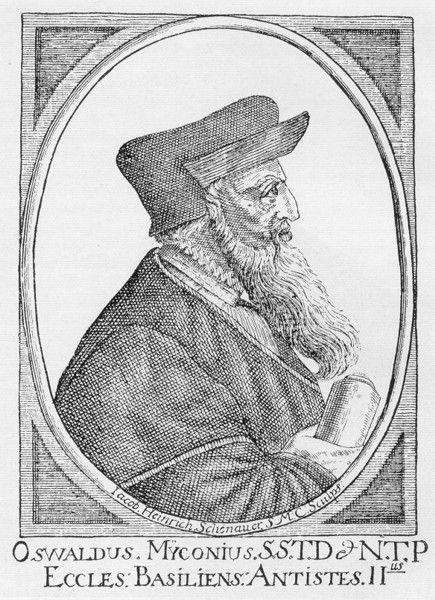
Oswald Myconius nach einem Stich aus dem 18. Jahrhundert.

Oswald Myconius, eigentlich Geisshüsler (* 1488 in Luzern; † 14. Oktober 1552 in Basel), war ein Schweizer Reformator.

## Leben und Wirken

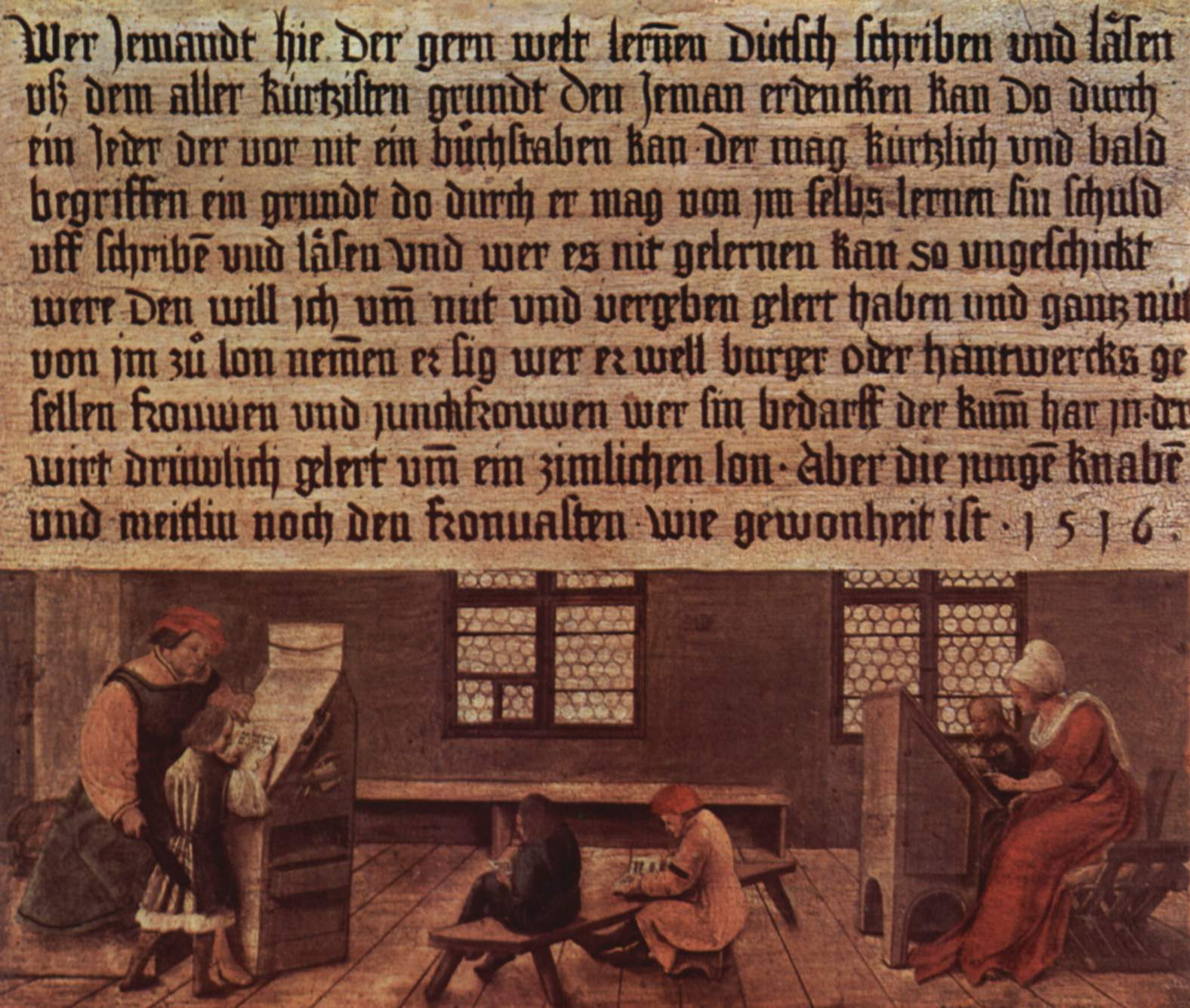
Hans Holbein: Reklameschild für eine Schule in Basel, 1516

Geboren war er vermutlich als Sohn eines Müllers in Luzern. Nach einer ersten Grundausbildung in der Heimatstadt besuchte er die Schule des Humanisten Michael Rubellus in Rottweil und in Bern. Er studierte ab 1510 in Basel, wo er unter dem Namen Osualdus Molitoris immatrikuliert war. Nach vier Jahren Studium wurde er zum Schulmeister der Lateinschule an der Theodorskirche ernannt, und er begann zudem als Schriftsteller tätig zu werden. In Basel lernte er nicht nur Erasmus von Rotterdam, von dem er den Namen Myconius erhalten haben soll, kennen, sondern auch Heinrich Glarean und Hans Holbein den Jüngeren. Ob das von Holbein geschaffene Reklameschild für Myconius geschaffen wurde, ist allerdings nicht belegt. Von bleibendem kulturhistorischem Wert ist jedoch ein Exemplar der Erasmus-Schrift Vom Lob der Torheit, das sich im Besitz von Myconius befand. Es enthält nicht nur zahlreiche Randnotizen von Myconius, sondern auch 82 Randzeichnungen von Hans Holbein.

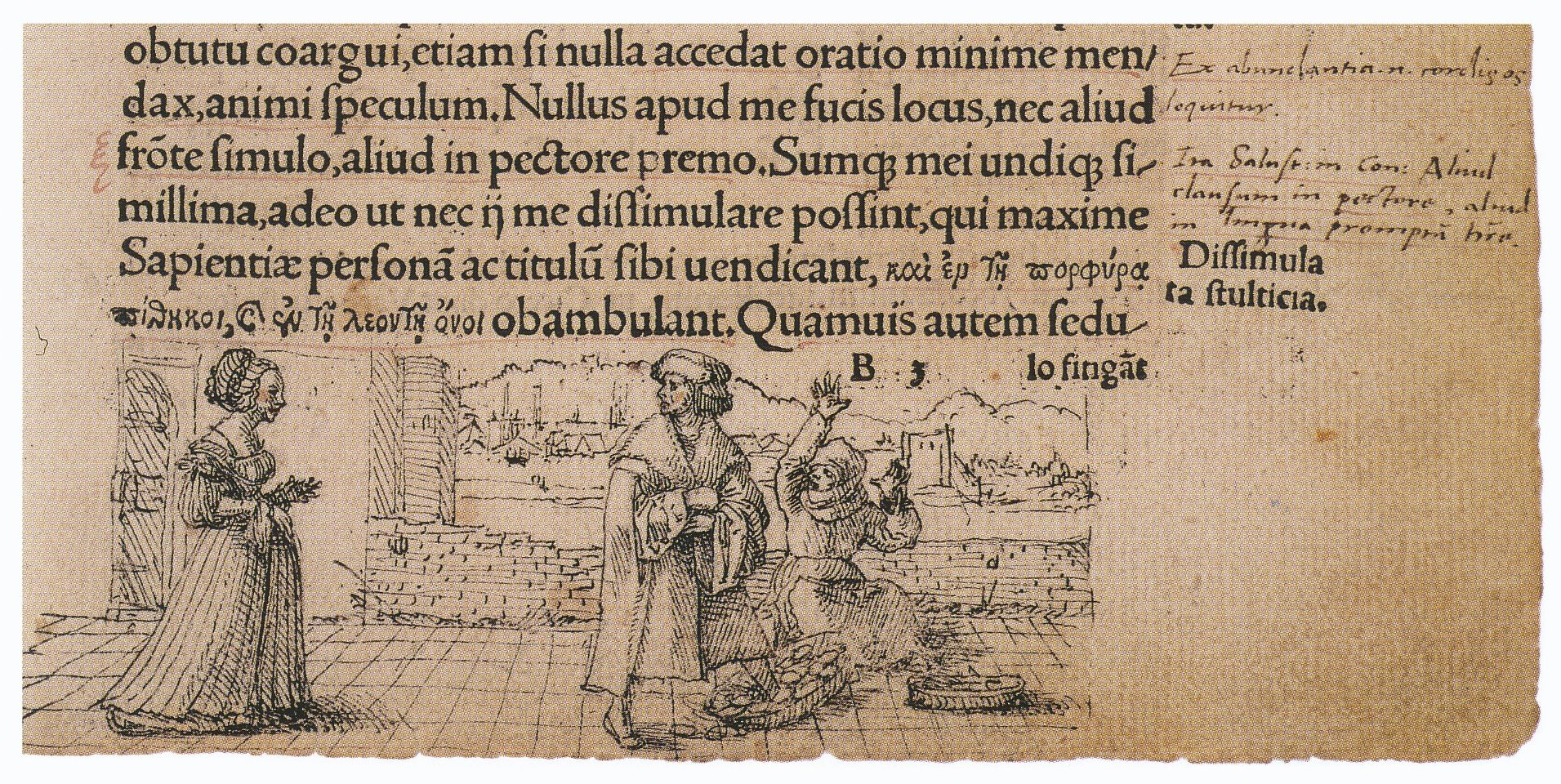
Erasmus: Lob der Torheit mit Zeichnungen von Holbein und Randnotizen von Myconius. 1515

Bereits 1516 verliess Myconius Basel, um die Stelle eines Schulmeisters an der Schule des Grossmünsterstiftes in Zürich anzutreten. Von hier aus pflegte er weiterhin Briefkontakte mit anderen Humanisten wie Glarean, Joachim von Watt (Vadian) und Ulrich Zwingli. Myconius war es, der Zwingli über die freigewordene Leutpriesterstelle informierte und ihn über die Interna bei der Stellenvergabe auf dem Laufenden hielt. Zürich blieb jedoch nur eine Zwischenstation. Wohl auf Anraten des Luzerner Chorherren Johannes Xylotectus nahm er 1519 die Schulmeisterstelle an der Stiftschule in Luzern an. Wegen seiner evangelischen Ansichten erfuhr er hier schon bald verschiedene Anfeindungen. Daher musste Myconius Luzern im Jahr 1522 verlassen und kehrte nach einem kurzen Aufenthalt in Einsiedeln wieder nach Zürich zurück, wo er 1523 Lehrer an der Fraumünsterschule wurde. 1524 schrieb er eine Apologie der Zürcher Reformation, zusammen mit Zwingli hielt er Vorlesungen zum Neuen Testament. Nach dessen Tod wollte er nicht mehr in Zürich bleiben.
Durch Vermittlung seines Schülers Thomas Platter wurde er im Dezember 1531 Diakon in St. Alban und im August 1532 Johannes Oekolampads Nachfolger als Professor und Pfarrer am Basler Münster, womit auch die Stellung als Antistes der Basler Kirche verbunden war. Er war an bedeutenden Schulreformen beteiligt, unterstützte Martin Bucers Vermittlungsbemühungen zwischen Martin Luther und den Schweizern. Er verfasste unter anderem 1532 die erste Biographie von Huldrych Zwingli, die 1536 erschien.

## Gedenken

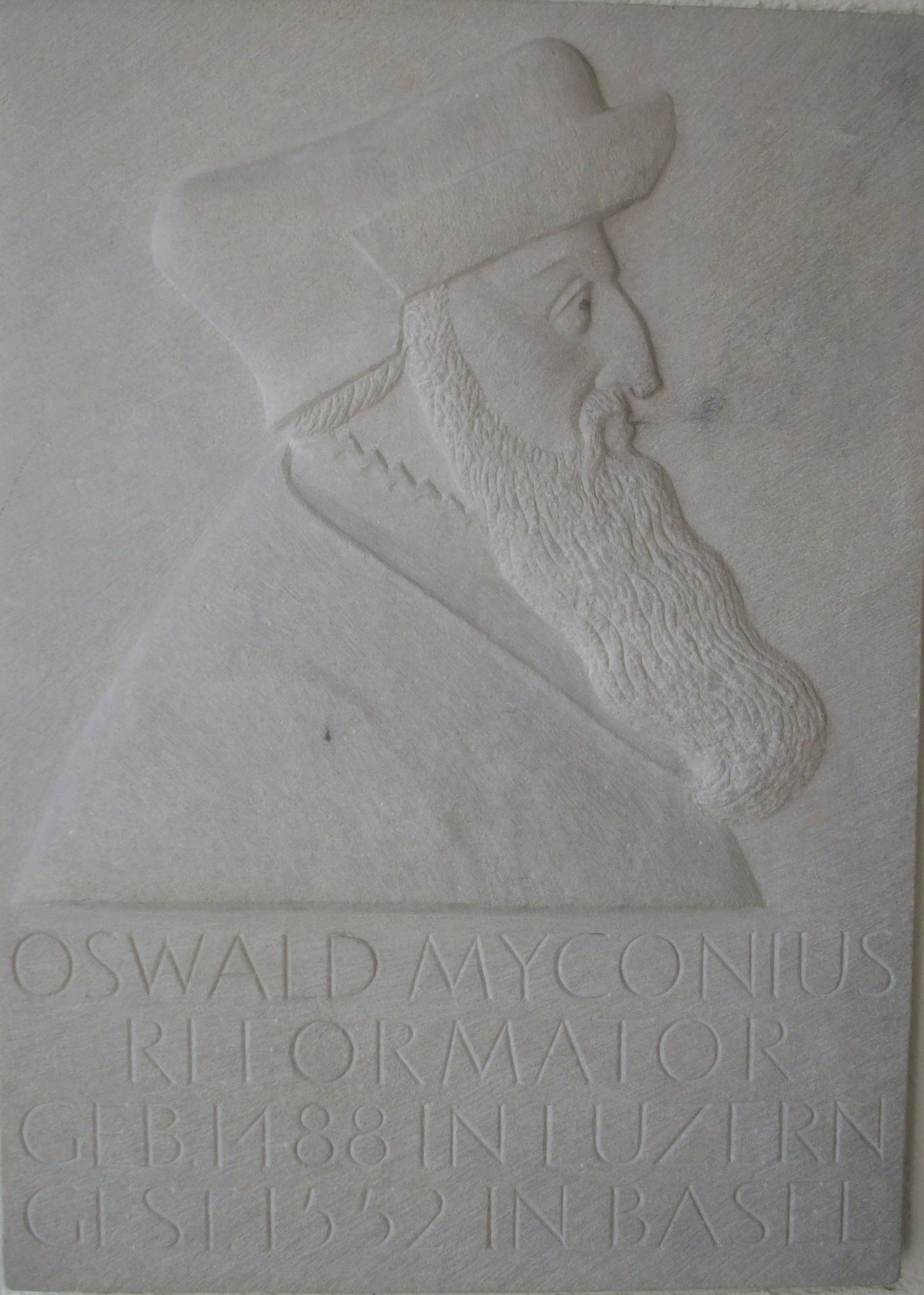
Gedenktafel in Luzern

An der Matthäuskirche in seiner Heimatstadt Luzern erinnert eine Gedenktafel an Oswald Myconius. Das 1979 gebaute Gemeindezentrum der reformierten Luzerner Stadtkirche heisst Myconiushaus.

## Forschung
Sein 1338 Briefe umfassender Briefwechsel stellt eine wichtige Quelle für die Reformationsgeschichte der Schweiz und des oberdeutschen Raums dar. Zu den Hauptkorrespondenten von Myconius zählten Zwingli, Bucer und Vadian sowie Heinrich Bullinger, Theodor Bibliander, Wolfgang Capito und Johannes Calvin. 2017 wurde sein gesamter Briefwechsel in Buchform publiziert.

## Schriften
- Descriptio de situ Helvetiae et vicinis gentibus … cum commentariis Osualdi Myconii Lucernani. 1519 (Kommentar zur Schrift von Glarean; Digitalisat).
- Osvaldi Myconii Lucernani Ad sacerdotes Helvetiae, qui Tigurinis male loquuntur, suasoria, ut male loqui desinant. 1524 (Digitalisat).
- Philirenus, 1519 (Dialog gegen den Krieg, nicht erhalten).
- De tumultu Bernensium intestino commentarius Oswaldi Myconii Lucernani. 1528 (gedruckt 1739; Digitalisat).
- De D. Huldrichi Zvinglii … vita et obitu, 1532 (gedruckt 1536; Digitalisat). Neu herausgegeben und übersetzt von Ernst Gerhard Rüsch: Vom Leben und Sterben Huldrych Zwinglis. St. Gallen 1979.
- Briefwechsel 1512–1552. Regesten, bearbeitet von Rainer Henrich. 2 Teilbände, Zürich 2017, ISBN 978-3-290-17890-1 (Digitalisat).
- Briefwechsel 1515–1552
  - Teilband 1., Briefe 1515 bis 1541. Theologischer Verlag Zürich [2017] (darin S. 9 ff.: Einleitung / 1. Oswald Myconius (1488–1552) im Lichte seines Briefwechsels / 1.1 Herkunft und Bildung)
  - Teilband 2., Briefe 1542 bis 1552. Theologischer Verlag Zürich [2017]
- Basler Glaubensbekenntnis, 1534.